# Tarin Smith
Tarin Antonio Smith (Ocean Township, Nueva Jersey, 6 de diciembre de 1995) es un baloncestista estadounidense que pertenece a la plantilla del Los Angeles Ignite de la liga estadounidense The Basketball Tournament. Con 1,88 metros de estatura, juega en la posición de base.

## Trayectoria deportiva

### Universidad
Jugó una temporada con los Terrapins de la Universidad de Maryland, en la que promedió 4,5 puntos y 1,6 rebotes por partido. Al término de la temporada solicitó ser transferido a los Dukes de la Universidad Duquesne, donde disputó dos temporadas más, promediando 10,5 puntos, 3,3 rebotes y 3,1 asistencias por encuentro, siendo elegido en 2018 mejor sexto hombre de la Atlantic 10 Conference.
Tras graduarse en Duquesne, y como tenía todavía un año más por jugar, fue transferido a los Huskies de la Universidad de Connecticut, donde jugó una última temporada como universitario, en la que promedió 8,0 puntos y 3,0 rebotes por encuentro.

### Profesional
Tras no ser elegido en el Draft de la NBA de 2019, en el mes de septiembre firmó su primer contrato profesional con el Pallacanestro Orzinuovi de la Serie A2, el segundo nivel del baloncesto italiano. En su primera temporada promedió 10,1 puntos y 2,6 rebotes por partido.